# Les Dents modernes
Pour plus de détails, voir Fiche technique et Distribution.
Les Dents modernes (Nuts and Volts) est un court métrage américain Looney Tunes de 1964 réalisé par Friz Freleng, mettant en scène Speedy Gonzales et Grosso Mineto.